# Zenowiusz Ponarski
Zenowiusz Ponarski (ur. 1921 w Wilnie, zm. 20 października 2019 r. w Edmundston, Kanada) – polski historyk emigracyjny, sędzia w stanie spoczynku. 

## Życiorys
Urodzony w Wilnie. Prawnik i doktor nauk humanistycznych, historyk. W okresie PRL był sędzią i mieszkał w Szczecinie. Był redaktorem pisma „Teki Historyczne” (1981) wydawanego przez Ośrodek Badań Społecznych NSZZ „Solidarność” Regionu Pomorza Zachodniego. Współpracownik „Zeszytów Historycznych". Po zakończeniu służby sędziowskiej zamieszkał w Kanadzie, w Toronto. Jego zainteresowania badawcze koncentrowały się wokół takich tematów jak: historia ziem dawnego Wielkiego Księstwa Litewskiego w XX wieku i stosunków polsko-litewskich. Długoletni współpracownik czasopisma „Znad Wilii”.

## Wybrane publikacje
- Wojciech Jaruzelski na Litwie i Syberii, Mississauga: Wydaw. Grafpol Publ. 1999.
- Ludzie w trybach historii: Piłsudcziana-Wilniana, Toruń: Wydaw. Adam Marszałek 2002 (wyd. 2 - 2003;  Ludzie z kręgu rodziny Piłsudskich i postacie z Wileńszczyzny).
- Wokół sprawy polskiej na Wschodzie, Toruń: Wydawnictwo Adam Marszałek 2003 (o Aleksandrze Lednickim).
- Draugas: szkice do biografii Franciszka Ancewicza, Lublin: Instytut Europy Środkowo-Wschodniej - Toronto: Polski Fundusz Wydawniczy w Kanadzie 2004.